# Wyłazy (Białoruś)
Wyłazy (biał. Вылазы; ros. Вылазы) – wieś na Białorusi, w obwodzie brzeskim, w rejonie pińskim, w sielsowiecie Parochońsk, w pobliżu Jeziora Wyłazkiego.
Miejscowość jest siedzibą parafii prawosławnej; znajduje się tu cerkiew pw. Narodzenia Matki Bożej.
W pobliżu znajduje się przystanek kolejowy Wyłazy, położony na linii Homel – Łuniniec – Żabinka.

## Historia
Dawniej okolica szlachecka. W dwudziestoleciu międzywojennym leżały w Polsce, w województwie poleskim, w powiecie pińskim, w gminie Pohost Zahorodzki. Po II wojnie światowej w granicach Związku Sowieckiego. Od 1991 w niepodległej Białorusi.